# Psittaciformes
Psittaciformes ou, na sua forma aportuguesada, psitaciformes, são uma Ordem de aves que inclui mais de 360 espécies e de 80 géneros das famílias Psittacidae, Strigopidae, Psittaculidae e Cacatuidae.

## Grupo
O grupo inclui aves muito populares e conhecidas, tais como: 
- papagaios
- periquitos
- araras
- maracanãs
- tuins
- jandaias
- caturritas
- apuins
- cacatuas ou catatuas
- calopsitas ou caturras

## Características
De forma geral, os psitaciformes caracterizam-se por terem dois dos seus dedos voltados para frente e dois para trás, diferentemente da maioria das outras espécies de aves, que têm três dedos voltados para frente e um para trás. Também se caracterizam pelo bico encurvado, com a mandíbula superior recurvada sobre a inferior. Esta forma de bico é uma adaptação à alimentação à base de sementes e frutos. Além de serem dotadas de inteligência superior à maioria das outras espécies de aves, os psitaciformes são, normalmente, muito coloridos e algumas espécies são capazes de reproduzir sons diversos, inclusive os sons da fala humana. Algumas espécies, como as cacatuas e as calopsitas, possuem uma crista móvel.   
Os psittaciformes têm distribuição geográfica vasta, ocupando as regiões quentes e temperadas de todos os continentes. A maior biodiversidade do grupo encontra-se na Oceania, América Central e América do Sul. A única espécie nativa do Hemisfério Norte foi o periquito-da-carolina, que habitou o Sudeste dos Estados Unidos e se extinguiu no início do século XX. No passado recente, desapareceram diversas espécies de psitaciformes, em particular as nativas das ilhas do Oceano Pacífico colonizadas durante a expansão polinésia. 
O registro geológico mais antigo atribuído a uma ave do grupo data do período Cretácico e consiste num fragmento da parte inferior de um bico, encontrado no Wyoming e semelhante ao dos periquitões modernos. A diversidade de espécies no Hemisfério Sul sugere que o grupo seja originário do antigo continente Gondwana, mas esta ideia não é consensual na comunidade científica, tendo em conta que a maior abundância de fósseis de psitaciformes se encontra na Europa. Os esqueletos completos mais antigos que foram encontrados datam do Eocénico da Inglaterra e Alemanha. 
A taxonomia tradicional de Clements para a classe Aves subdividia esta ordem em duas famílias: Psittacidae e Cacatuidae. Já a taxonomia de Sibley-Ahlquist, por outro lado, condensou todos os géneros de psitaciformes na família Psittacidae. Atualmente, a ordem é dividida em Psittacidae, Strigopidae e Cacatuidae.
O Brasil é o país com o maior número de representantes da família Psittacidae, tendo sido denominado, na época da chegada dos portugueses no território brasileiro atual, como "Terra dos Papagaios". Essa família é composta por papagaios, araras, periquitos, jandaias e maracanãs.
As araras são os maiores representantes desta ordem-família. Possuem um bico forte, alto e curvo adaptado para cortar sementes duras. Suas línguas grossas, sensíveis e repletas de papilas gustativas funcionam como um órgão táctil. Costumam ingerir pedrinhas para auxiliar na trituração das sementes de buriti, tucum, bocaiúva, carandá e acuri, palmeiras que fazem parte de suas dietas. Estas aves não contribuem para a dispersão destas plantas, sendo consideradas "predadoras", pois trituram os caroços dos cocos, destruindo as sementes.
Os psitacídeos são um dos grupos que mais sofrem com o tráfico de fauna silvestre, pois sua grande diversidade de cores e capacidade de imitar a voz humana desperta o interesse de pessoas no mundo todo, movimentando milhões de dólares estadunidenses por ano. Quando esses animais são caçados para a venda, as árvores que possuem ninhos costumam ser derrubadas. Isso prejudica a reprodução de diversas espécies de aves que utilizam o mesmo ninho em épocas reprodutivas diferentes. Além da caça para a comercialização, sofrem com a contínua destruição do seu habitat.
Como a maioria das aves, são espécies monogâmicas, permanecendo com um único parceiro até a morte. Quando se reproduzem, geram, em geral, apenas um único filhote por vez. O mesmo permanece com os pais durante muito tempo: por isso, são vistos na maioria das vezes em duplas ou trios.

## Géneros
Notas:
- * indica um género monoespecífico;
- c, indica as cacatuas;
- a, indica as araras.

| - Família Strigopidae: - Nestor - Strigops * - Família Cacatuidae: - Probosciger c - Calyptorhynchus c - Callocephalon *,c - Lophochroa c - Eolophus *,c - Cacatua c - Nymphicus *,c | - Família Psittacidae: - Chalcopsitta - Eos - Pseudeos - Trichoglossus - Psitteuteles - Lorius - Phigys * - Vini - Glossopsitta - Charmosyna - Oreopsittacus * - Neopsittacus - Micropsitta - Cyclopsitta - Psittaculirostris - Bolbopsittacus * - Psittinus * - Psittacella - Geoffroyus - Prioniturus - Lophopsittacus * (†) - Tanygnathus - Eclectus * - Psittrichas * - Prosopeia * | - Alisterus - Aprosmictus - Polytelis - Purpureicephalus * - Platycercus - Northiella * - Psephotus - Cyanoramphus - Eunymphicus * - Neopsephotus * - Neophema - Lathamus - Melopsittacus * - Pezoporus * - Geopsittacus * - Mascarinus * - Coracopsis - Psittacus * - Poicephalus - Agapornis - Loriculus - Psittacula - Anodorhynchus a - Cyanopsitta *, a - Ara | - Aratinga - Nandayus * - Leptosittaca * - Ognorhynchus * - Rhynchopsitta - Conuropsis * (†) - Cyanoliseus * - Pyrrhura - Enicognathus - Myiopsitta - Bolborhynchus - Forpus - Brotogeris - Nannopsittaca - Touit - Pionites - Pionopsitta - Gypopsitta - Hapalopsittaca - Graydidascalus * - Pionus - Amazona - Alipiopsitta * - Deroptyus - Triclaria - Pyrilia |